# 极地东风带
極地東風帶是位在極地高氣壓帶和副極地低氣壓之間（約南北緯60至90度之間）的行星風帶，此風帶的風相當地乾燥冷冽。與西風帶不同的是，極地東風風勢偏弱，且非常年吹拂。
極地東風帶是全球五個組成大氣層環流系統的主要風帶其中之一。當空氣靠近極地，低溫令空氣收縮並下沉，促使空氣從較暖緯度流入，組成極地高壓帶。冷空氣由此高壓帶流向副極地低壓，在地轉偏向力的作用下，偏轉成東風，所以被稱為東風帶。

## 相關參考
- 極地環流（Polar Cell）
- 極地渦旋（Polar Vortex）